# Yakima Canutt

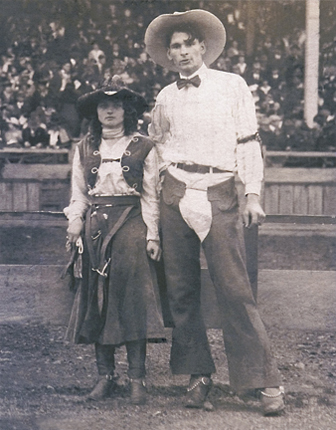
Yakima Canutt mit seiner ersten Frau Kitty Wilks

Yakima Canutt (* 29. November 1895 in Colfax, Washington; † 24. Mai 1986 in Hollywood, Kalifornien; eigentlich Enos Edward Canutt) war ein US-amerikanischer Rodeo-Reiter, Stuntman und Second-Unit-Regisseur.

## Leben
Seinen Künstler-Vornamen „Yakima“ erhielt er nach der gleichnamigen Stadt im US-Bundesstaat Washington. Yakima „Yak“ Canutt wurde zunächst als Rodeo-Star bekannt und sicherte sich in den Jahren 1917, 1919, 1920 und 1923 jeweils den Titel World All-Around Rodeo Champion. Dadurch wurde er von Filmproduzenten für Actionszenen und Stunts in Filmen entdeckt.
Anfang der 1930er Jahre liefen alle Beratungen und die Ausbildung für Action und Stunt sowie die Planung von Actionszenen über Canutt. Während dieser Zeit arbeitete er auch mit dem noch jungen John Wayne. Yakima Canutt war Pionier für eine Vielzahl von heutigen Stunts.
1939 führte Canutt für den John-Ford-Western Ringo einige seiner berühmtesten Stunts aus. Er hechtete (in der Rolle eines angreifenden Indianers) in vollem Galopp von seinem Pferd auf die Zugpferde einer dahinrasenden Postkutsche. Anschließend wurde er „erschossen“, ließ sich zwischen die Pferde fallen und die Kutsche über sich hinwegrollen. Danach sprang er (nun in der Rolle von John Wayne) vom Bock der Kutsche auf das dritte, dann auf das zweite und schließlich auf das führende Pferdegespann. (Diese Szenen wurden unter anderem in Jäger des verlorenen Schatzes variiert.) Im selben Jahr war er auch in Vom Winde verweht zu sehen, wo er Clark Gable doubelte und den Räuber spielte, der Scarlett O’Hara auf ihrer Kutsche überfällt.
1959 inszenierte Canutt unter der Regie von Andrew Marton das spektakuläre Wagenrennen in Ben Hur.
Yakima Canutt hatte zwei Söhne, Edward „Tap“ (* 1932) und Harry Joe (* 1937), sowie eine Tochter, Audrea Elaine „Honey“ (* 1940). Seine Söhne arbeiteten später ebenfalls als professionelle Stuntmen.

## Filmografie
- 1930: Das Verbrechen von Buenas Terras (The Texan)
- 1933: Die Wasserrechte von Lost Creek (Riders Of Destiny)
- 1933: Sein Freund, der Desperado (Sagebrush Trail)
- 1934: Der einsame Reiter (Randy Rides Alone)
- 1935: Feuerwasser und frische Blüten (Paradise Canyon)
- 1935: Westwärts! (Westward Ho)
- 1943: Coney Island
- 1946: Schüsse auf der Ranch (My Pal Trigger) (Regisseur der Second Unit)
- 1947: Hyänen der Prärie (Wyoming) (Regisseur der Second Unit)
- 1947: Ich kann mein Herz nur einmal verschenken (Northwest Outpost) (Regisseur der Second Unit und Stunt-Koordinator)
- 1949: Banditen am Scheideweg (The Doolins of Oklahoma) (Regisseur der Second Unit)
- 1949: Kopfpreis 5000 Dollar (Hellfire) (Regisseur der Second Unit)
- 1950: Herr der rauhen Berge (Rocky Mountain)
- 1950: Blutrache in Montana (The Showdown)
- 1951: In Rache vereint (The Great Missouri Raid) (Regisseur der Second Unit)
- 1951: Drei auf Abenteuer (Soldiers Three) (Regisseur der Second Unit)
- 1952: Goldraub in Texas (Hangman’s Knot) (Regisseur der Second Unit)

## Ehrungen
Für seine Leistungen als Stuntman und die von ihm angestoßenen Sicherheitsentwicklungen für diesen Berufszweig zeichnete die Academy of Motion Pictures, Arts and Sciences (AMPAS) Yakima Canutt 1967 mit einem Ehrenoscar aus. Ihm zu Ehren gibt es einen Stern auf dem Hollywood Walk of Fame. Im Jahr 1975 wurde er in die Rodeo Hall of Fame of the Rodeo Historical Society aufgenommen. Auch in der Cowboy Hall of Fame in Oklahoma City ist Canutt vertreten.